# Miłości sens
Miłości sens – siódmy album zespołu Fanatic, wydany na kasecie magnetofonowej w 1993 roku przez wydawnictwo Blue Star. Zawiera 5 nowych utworów, remiks utworu "Odejdź już" z albumu Wakacyjna przygoda, specjalny megamix, oraz remake przeboju "Czarownica" - piosenkę pt. "Babajaga", która od swojego pierwowzoru różni się tekstem.

## Lista utworów
Strona A
1. Babajaga (muz. Fanatic, sł. Sławomir Skręta)
2. Lady Blue z BMW (muz. zapożyczona, sł. Sławomir Skręta)
3. Odejdź już - maxi '93 (muz. Sławomir Osuchowski, sł. Sławomir Skręta)
4. Miłości sens (muz. Jurij Szatunow, sł. Sławomir Skręta)

Strona B
1. FANATIC hit-mix-mega '93
2. Dziewczyna z hotelu "Grand" (muz. J. Nikołajew, sł. Sławomir Skręta)
3. Ze mną tańcz (muz. i sł. M. Mańko i B. Trochimczuk)
4. Taniec mój (muz. i sł. M. Mańko i B. Trochimczuk)

## Skład zespołu
- Leszek Nowakowski - instrumenty klawiszowe, vocal
- Sławomir Osuchowski - instrumenty klawiszowe, perkusja, vocal
- Jerzy Ślubowski - bas, vocal
- Sławomir Skręta - manager

## Informacje dodatkowe
- Nagrań dokonano w studio C. C. S. w Warszawie
- Realizacja: Michał Przytuła i Witold "Mix" Waliński
- Utwór B1 : Mix - Witold "Mix" Waliński
- Manager produkcji: Sławomir Skręta